# سیارک ۱۵۶۶۳
سیارک ۱۵۶۶۳ (به انگلیسی: 15663 Periphas، نامگذاری:4168T-2) پانزده هزار و ششصد و شصت و سومین سیارک کشف شده‌است که در ۲۹ سپتامبر ۱۹۷۳ کشف شد.
قدر مطلق سیارک برابر ۱۰٫۶۰ است.